# Barre verticale
Ne doit pas être confondu avec ǀ.
Cette page contient des caractères spéciaux ou non latins. S’ils s’affichent mal (▯, ?, etc.), consultez la page d’aide Unicode.
La barre verticale est un caractère typographique formé d'un court trait perpendiculaire aux lignes d'écriture qui correspond au caractère ASCII 124. Dans les systèmes d'exploitation de type Unix, elle engage un mécanisme qu'on appelle « tube » ou « pipe » (prononcé à l'anglaise, /paɪp/). On applique donc ces noms au caractère aussi par extension.

## Signification

### Communication
La barre verticale est un signe de ponctuation anglo-saxon, qui n'est pas reconnu par la plupart des scripteurs. Elle ne figure d'ailleurs ni dans la liste des signes de ponctuation du Lexique des règles typographiques en usage à l'Imprimerie nationale ni dans celle du Bescherelle,. Toutefois, la Vitrine linguistique de l'Office québécois de la langue française souligne qu'elle est fréquemment utilisée sur les plateformes de microblogage pour séparer des éléments autonomes, un peu comme un saut de ligne.

### Linguistique
Dans la famille des langues khoïsannes, une barre verticale simple (ǀ) est utilisée pour transcrire le clic dental tandis que qu'une barre verticale double (ǁ) représente le clic latéral.

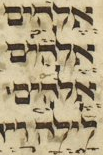
La ponctuation se trouve après (quand on lit de droite à gauche) la dernière occurrence du mot אֱלֹהִים.

Une barre verticale légèrement plus petite (׀) représente un signe de ponctuation hébraïque qu'on appelle paseq, pési ou légarméh (hébreu : פָּסֵק). Ce signe se trouve dans la Bible hébraïque. Comme il ne se trouve pas sur un clavier hébreu standard, on utilise couramment la barre verticale habituelle. Toutefois, ce signe de ponctuation est rarement utilisé dans l'hébreu moderne et ne figure pas au guide de ponctuation de l'hébreu modern de l'Académie de la langue hébraïque.

### Mathématiques
La barre verticale est utilisée dans la table des symboles mathématiques :
- Valeur absolue : |x| se lit « la valeur absolue (ou module) de x » ;
- Divisibilité : {\displaystyle b|a} se lit « {\displaystyle b} divise {\displaystyle a} » ou  « {\displaystyle a} est divisible par {\displaystyle b} »
- Norme : {\displaystyle \,\|(x_{1},x_{2})\|} se lit « la norme de x indice un, x indice deux  »
- Séparateur dans les ensembles : {\displaystyle \{x\mid x<3\}} se lit « l’ensemble des x tels que x soit plus petit que trois » (souvent la définition s'écrit avec un deux-points (:) plutôt qu'une barre verticale).
- Effet en logique :

{\displaystyle a|b:=\neg (a\wedge b)}, c'est-à-dire « non(a et b) » ou à l'anglaise « a nand b ».
{\displaystyle a||b=a+b}, c'est-à-dire « a ou b » ou à l'anglaise « a or b ».

### Musique occidentale
La portée est divisée en mesures au moyen de barres verticales régulièrement espacées. Son code Unicode est différent, soit 1D100 (symbole musical barre de mesure simple).

### Informatique
Le nom pipe (prononciation anglophone) pour le caractère « | » provient d'un usage commun dû au fait qu'il est utilisé dans le Bourne shell pour rediriger le flux de sortie d'un programme vers l'entrée d'un autre, comme s'ils étaient raccordés par un tube (pipe signifiant tube en français). Le mot pipe a alors, adapté à l'informatique, le même sens que dans pipeline.

#### Pointeur de souris
Dans un texte qui ne peut être modifié mais qui peut être sélectionné, par exemple une page web, le pointeur de souris est souvent une barre verticale (comprenant parfois des empattements en haut et en bas).

#### Expressions rationnelles
Dans les expressions rationnelles, le pipe indique l'alternative (l'opérateur de choix). Par exemple, grep « foo|bar » retournera « foo » ou « bar ».

#### Balisage
Dans les sites utilisant le logiciel MediaWiki (Wikipédia par exemple), la barre verticale est utilisée (entre autres) dans la syntaxe wiki des liens internes pour séparer le lien du texte affiché. Par exemple, « [[article|texte]] » s'affiche « texte » mais lie vers « article ». Ce symbole est également employé pour l'écriture de tableaux et comme séparateur dans l'écriture de modèles.

#### Disjonction logique
Dans de nombreux langages de programmation, cela désigne la fonction logique OU, que ce soit le ou bit à bit ou le ou logique.
Ainsi, dans le langage de programmation C et d'autres langages utilisant la syntaxe du C comme Perl et Java, (a | b) signifie ou bit à bit, tandis que la double barre verticale (a || b) signifie ou logique.

#### Délimitation
Bien que moins rencontré que les virgules ou les tabulations, le symbole « | » peut être utilisé dans un  fichier texte représentant des données tabulaires, comme le format LEDES 1998B.
Le même symbole peut être utilisé dans les dialectes de Lisp pour délimiter le début et la fin des symboles, noms de variables, etc. qui peuvent contenir divers caractères (même non imprimables).

#### UNIX
Un pipe est une fonctionnalité de certains systèmes d'exploitation utilisée notamment dans UNIX et qui permet de rediriger la sortie standard d'un processus vers l'entrée standard d'un autre. Dans les interpréteurs de commande, le pipe est représenté par une barre verticale. Cette fonctionnalité se trouve aussi sous DOS et Windows.

#### Forme de Backus-Naur
Dans cette forme, les expressions sont constituées de séquences de symboles et/ou de séquences séparées par des caractères « | », indiquant une alternative, le tout pouvant être substitué au symbole à gauche. Par exemple,
<identifiant> ::= <nom> | <initiales>

## Codage des caractères
| nom                                                       | glyphe | Unicode | codePage 1252 | MacRoman | entité HTML                         |
| --------------------------------------------------------- | ------ | ------- | ------------- | -------- | ----------------------------------- |
| Barre verticale                                           | Oo\|Oo | U+007C  | 0x7C          | 0x7C     | &vert;                              |
| Clic dental (lettre latine)                               | OoǀOo  | U+01C0  |               |          |                                     |
| Paseq, pési ou légarméh (ponctuation hébraïque)           | Oo׀Oo  | U+05C0  |               |          |                                     |
| Est un diviseur de                                        | Oo∣Oo  | U+2223  |               |          | &mid;                               |
| Barre de mesure                                           | Oo𝄀Oo  | U+1D100 |               |          |                                     |
| Barre verticale fine                                      | Oo❘Oo  | U+2758  |               |          | &VerticalSeparator;                 |
| Barre verticale discontinue, barre déjointe, barre à trou | Oo¦Oo  | U+00A6  | 0xA6          |          | &brvbar; (pour broken vertical bar) |
| Barre oblique                                             | Oo/Oo  | U+002F  | 0x2F          | 0x2F     | &sol; (pour solidus)                |
| Barre de fraction                                         | Oo⁄Oo  | U+2044  |               |          | &frasl; (pour fraction slash)       |
| Clic latéral (lettre latine)                              | OoǁOo  | U+01C1  |               |          |                                     |
| Parallèle à                                               | Oo∥Oo  | U+2225  |               |          | &shortparallel;                     |
| Double ligne verticale                                    | Oo‖Oo  | U+2016  |               |          | &Vert;                              |

Notes :
- Les préfixes 0x et U+ sont suivis de chiffres hexadécimaux.
- Les lettres Oo dans le tableau servent à situer les caractères par rapport à la ligne d’écriture.

## Saisie
Sous Windows et Linux, la barre verticale est obtenue par les combinaisons:
- Alt Gr + 6 sur la disposition de clavier AZERTY français;
- Alt Gr + 1 sur clavier AZERTY belge et clavier QWERTZ suisse; et
- Maj + # sur le clavier QWERTY canadien français.

Sous Mac OS Classic, macOS et iOS, elle s'obtient avec:
- option + Maj + L sur un clavier français;
- option + Maj + - sur un clavier canadien CSA; et
- option + 7 sur un clavier suisse.

En bépo, la combinaison Alt gr + B peut être utilisée.
En LaTeX, on distingue l'usage par paire encadrante, et l'usage infixe (opération) :
- paire encadrante : la commande \vert permet d'obtenir un barre verticale simple ({\displaystyle \vert }) et \Vert permet d'obtenir une double ({\displaystyle \Vert }). On précède ces commandes de \left et \right pour adapter la taille des caractères au contenu encadré.
- infixe : la commande \mid permet d'obtenir un barre verticale simple ({\displaystyle \mid }), et \parallel permet d'obtenir une double ({\displaystyle \parallel }).